# Davis DA-2
Davis DA-2 – amerykański lekki samolot turystyczny przystosowany do samodzielnego montażu z prefabrykatów.

## Historia
Maszyna powstała w wyniku prac konstrukcyjnych prowadzonych przez Leona Davisa. Jego zamierzeniem było zbudowanie taniego, prostego samolotu który mógłby zmontować samodzielnie właściciel z dostarczonych prefabrykatów. Prace konstrukcyjne trwały 18 miesięcy, 21 maja 1966 r. maszyna została oblatana. Konstruktorowi udało się zrealizować założenia – maszynę można było samodzielnie montować z dostarczonych elementów a jej koszt wynosił ok. 1600 dolarów USA.
W czerwcu 1966 r. samolot został zaprezentowany na dorocznym zlocie Experimental Aircraft Association (EAA), gdzie został nagrodzony jako wyróżniająca się konstrukcja. W kolejnych latach wyprodukowano ok. 45 egzemplarzy maszyny. Konstruktor podjął prace na bazie DA-2A nad opracowaniem wersji czterosobowej, wstępnie oznaczonej jako Davis DA-3, jednakże nie nie doszło do jej powstania.

## Konstrukcja
Lekki dwumiejscowy samolot turystyczny w układzie dolnopłatu. Skrzydło o prostokątnym obrysie, wzniosie -5° i profilu stałym na całej długości. Miejsca pilota i pasażera umieszczone obok siebie, kabina załogi zakryta osłoną o prostych krawędziach. Usterzenie Rudlickiego wyposażone w płaszczyzny płytowe. Podwozie Trójpunktowe ze sterowanym kółkiem przednim. Napęd stanowi płaski silnik Continental A-65-3, konstruktor przewidział możliwość zastosowania innych silników o mocy do 100 KM.